# Салтакъяльское сельское поселение
Салтакъяльское сельское поселение — муниципальное образование (сельское поселение) в составе Куженерского района Марий Эл Российской Федерации.
Административный центр поселения — село Салтакъял.

## История
Статус и границы сельского поселения установлены Законом Республики Марий Эл от 18 июня 2004 года № 15-З «О статусе, границах и составе муниципальных районов, городских округов в Республике Марий Эл».

## Население
| 2010 | 2011 | 2012 | 2013 | 2014 | 2015 | 2016 |
| ---- | ---- | ---- | ---- | ---- | ---- | ---- |
| 698  | ↘697 | ↘683 | ↘665 | ↘648 | ↘623 | ↘618 |
| 2017 | 2018 | 2019 | 2020 | 2021 | 2023 |      |
| ↘616 | ↘610 | ↗614 | ↘583 | ↘507 | ↘481 |      |

## Состав поселения
В состав сельского поселения входят 6 деревень и 1 село:
| № | Населённый пункт | Тип населённого пункта       | Население |
| - | ---------------- | ---------------------------- | --------- |
| 1 | Басалаево        | деревня                      | 89        |
| 2 | Визимка          | деревня                      | 41        |
| 3 | Кенче            | деревня                      | 10        |
| 4 | Мари-Йошкаренер  | деревня                      | 10        |
| 5 | Салтак           | деревня                      | 7         |
| 6 | Салтакъял        | село, административный центр | 536       |
| 7 | Шурга            | деревня                      | 5         |